# Rubus kirungensis
Rubus kirungensis är en rosväxtart som beskrevs av Adolf Engler. Rubus kirungensis ingår i släktet rubusar, och familjen rosväxter.

## Underarter
Arten delas in i följande underarter:
- R. k. pilosior
- R. k. glabrescens